# Скаршин (Нижньосілезьке воєводство)
Скаршин (пол. Skarszyn) — село в Польщі, у гміні Тшебниця Тшебницького повіту Нижньосілезького воєводства.
Населення — 629 осіб (2011).
У 1975-1998 роках село належало до Вроцлавського воєводства.

## Демографія
Демографічна структура станом на 31 березня 2011 року:
|          | Загалом | Допрацездатний вік | Працездатний вік | Постпрацездатний вік |
| -------- | ------- | ------------------ | ---------------- | -------------------- |
| Чоловіки | 313     | 67                 | 226              | 20                   |
| Жінки    | 316     | 70                 | 196              | 50                   |
| Разом    | 629     | 137                | 422              | 70                   |